# Tramwaje w Miszkolcu
Tramwaje w Miszkolcu – system komunikacji tramwajowej znajdujący się w Miszkolcu na Węgrzech. System składa się z 2 linii o długości 18 km obsługiwanych przez Miskolc Városi Közlekedési Rt. (MVKRT).

## Historia
Pierwsza linia tramwajowa o długości 7 km została otwarta 10 lipca 1897. Linia ta była częścią projektowanej linii o długości 20 km, która miała połączyć dworzec kolejowy Miskolc-Tiszai z miejscowością Diósgyör. W kolejnych latach zbudowano linię od placu Búza do cementowni w Hejőcsaba oraz linię na wzgórze Tatárdomb. W 1960 zlikwidowano linię plac Búza – Hejőcsaba i na wzgórze Tatárdomb. 16 stycznia 2012 otwarto przedłużenie linii od przystanku Diósgyör vk. do Felsö-Majláth. Do nowej końcówki wydłużono linię nr 1, która wcześniej kończyła swoją trasę na końcówce Diósgyőr. Nowo wybudowany odcinek mierzy około 2 km.

## Tabor

### Współczesny
15 lutego 2012 po trzykrotnym unieważnieniu przetargu podpisano z firmą Škoda Transportation umowę na dostawę 31 niskopodłogowych, dwukierunkowych tramwajów Škoda 26T. Nowe tramwaje mierzą 32 m.
| Zdjęcie | Typ       | Liczba | Lata dostaw | Numery  |       |
| ------- | --------- | ------ | ----------- | ------- | ----- |
|         | Škoda 26T | 31     | 2013–2014   | 600–630 | [ 3 ] |

### Historyczny
| Zdjęcie | Typ                  | Liczba | Lata eksploatacji | Numery        |       |
| ------- | -------------------- | ------ | ----------------- | ------------- | ----- |
|         | Tatra KT8D5          | 3      | 1991–2015         | 202, 203, 209 | [ 4 ] |
|         | E1                   | 1      | 2002–2015         | 185           | [ 3 ] |
|         | c3                   | 1      | 2003–2010         | 300           | [ 3 ] |
|         | FVV CSM–2/ FVV CSM–4 | 2      | 1962–2004         | 100, 151      | [ 3 ] |

## Linie
Stan z 17 grudnia 2019 r.
| Linia | Trasa | Długość | Czas przejazdu | Przystanki |
| ----- | --- | ------- | -------------- | ---------- |
|       | Tiszai pályaudvar ↔ Felső-Majláth Baross Gábor út – Bajcsy-Zsilinszky út – Széchenyi István út – Városház tér – Hunyadi János utca – Tizeshonvéd utca – Győri kapu – Andrássy út – Újgyőri főtér – Andrássy út – Kiss tábornok út – Árpád út – Hegyalja út          | 11,5 km | 33–34 min      | 22         |
|       | Tiszai pályaudvar ↔ Vasgyár Baross Gábor út – Bajcsy-Zsilinszky út – Széchenyi István út – Városház tér – Hunyadi János utca – Tizeshonvéd utca – Győri kapu – Andrássy út – Újgyőri főtér – Andrássy út – Ballagi Károly utca – Lónyay Menyhért utca – Vasgyári út |         | 25 min         | 15         |